# Erwin Ackerknecht
Erwin Ackerknecht (Baiersbronn, 1880. december 12. – Ludwigsburg, 1960. augusztus 24.) német irodalomtörténész, könyvtáros, a felnőttképzés és a népi könyvtári mozgalom úttörője.

## Élete
Apja, Julius Ackerknecht a stuttgarti gimnázium tanára, nagybátyja, Albert Schwegler filozófus és történész volt. A stuttgarti Karls-gimnázium tanulója volt, ezután a Tübingeni Egyetemen filozófiát, történelmet és teológiát hallgatott. 1902-ben doktori, 1904-ben államvizsgát tett. Tanulmányai alatt az AMV Stochdorphia Tübingen tagja lett. 1904-ben a poseni Kaiser Wilhelm Könyvtár kutatási asszisztense lett. 1905-ben a stettini városi könyvtár könyvtárosa lett, ahol a következő negyven évben egy, Németországban egyedülálló könyvtári és népi oktatási rendszert épített fel. A városi könyvtárat 1907 és 1945 közt vezette. A könyvtár átvételekor a könyvállomány 20 000 kötet volt, ezt ő egy tudományos és egy nyilvános könyvtárral, összesen 200 000 kötettel bővítette. 1919-ben megnyitotta a Stettini Felnőttképzési Központot, amelynek igazgatója volt, de mint oktató is tevékenykedett benne. 1923-ban megalapította a Pomerániai Túrakönyvtárat, 1932-ben a Stettini Állami Könyvtári Iskolát. A Német Népi Könyvtárosok Szövetsége megalapításának egyik kezdeményezője volt (1921), ez mára összeolvadt az Információs Könyvtár Szakmai Egyesülettel. A felnőttképző központot 1934-ben zárták be. 1944-ben munkái kéziratai egy bombatalálat következtében megsemmisültek. 1945. március 10-én el kellett hagynia Stettint.  
A második világháború után a ludwigsburgi Kulturamtnál dolgozott, s az államigazgatás nevében a könyvtári rendszer felállításán fáradozott. 1945-ben megalapította a városi könyvtárat s a Ludwigsburgi Felnőttképző Központot. Ugyanebben az évben a marburgi múzeum igazgatója lett, amelyet a 1947. szeptember 20-án nyitottak meg újra. 1948 májusában a Német Schiller Társaság elnökévé választották, e tisztét 1954-ig töltötte be. 1946-ban részt vett a stuttgarti Délnémet Könyvtári Iskola helyreállításában, itt előadóként is tevékenykedett. A közkönyvtárak kézírásos katalógusaihoz egy új, könnyen elsajátítható szabvány betűtípust fejlesztett ki, amelyet az egyetemi könyvtárakban is használtak. Számos kitüntetést kapott, a Stuttgarti Műszaki Egyetem professzora volt. A szczeczini városi könyvtár felépítése 110. évfordulója alkalmából róla nevezték el a ma ott működő Książnica Pomorska (Pomerániai Könyvtár) olvasótermét 2015. október 5-én.
Bátyja, Eberhard Ackerknecht (1883–1968) az állatorvosi anatómia professzora, fia, Erwin Heinz Ackerknecht (1906–1988) kommunista politikus, orvos volt.

## Fordítás
- Ez a szócikk részben vagy egészben  az   Erwin Ackerknecht című német Wikipédia-szócikk ezen változatának fordításán alapul.  Az eredeti cikk szerkesztőit annak laptörténete sorolja fel. Ez a jelzés csupán a megfogalmazás eredetét és a szerzői jogokat jelzi, nem szolgál a cikkben szereplő információk forrásmegjelöléseként.